# Axel Bergenzaun
Per Axel Bergenzaun, född 20 januari 1858 i Stockholm, död där 25 juli 1933, var en svensk militär (generalmajor).

## Biografi
Bergenzaun blev underlöjtnant vid Svea artilleriregemente 1878, kapten vid generalstaben 1892, kapten vid Svea artilleriregemente 1894, överadjutant och major i generalstaben 1898. Åren 1899–1903 var Bergenzaun stabschef vid II. arméfördelningen. Han blev överstelöjtnant och chef för Positionsartilleriregementet 1903, överste och chef för Göta artilleriregemente 1904 samt var därjämte chef för fältartilleriets skjutskola 1907–1908. Bergenzaun befordrades till generalmajor 1913 och var kommendant i Bodens fästning 1913–1918, innan han sistnämnda år tog avsked och övergick till reserven. Han blev ledamot av Kungliga Krigsvetenskapsakademien 1904.
Bergenzaun var son till överstelöjtnant Per Johan Bergenzaun och Maria Gussander. Han gifte sig 1886 med Karin Hallin (född 1862), som var dotter till medicinalrådet Olof Hallin och Maria Falhem.

## Utmärkelser
- Riddare av Svärdsorden, 1899[3]
- Kommendör av andra klassen av Svärdsorden (KSO2kl), 1907[4]
- Kommendör av första klassen av Svärdsorden (KSO1kl), 1912[5]
- Riddare av Norska Sankt Olavsorden (RNS:tOO)[6]